# 876 Scott
876 Scott
876 Scott là một tiểu hành tinh ở vành đai chính, thuộc nhóm tiểu hành tinh Eos. Nó được Johann Palisa phát hiện ngày 20.6.1917 ở Viên, và được đặt theo tên Robert Falcon Scott, nhà thám hiểm địa cực người Anh.